# Monete da 20 euro italiane
Quasi tutti i paesi che hanno adottato l'euro come moneta, oltre ai classici valori nominali, hanno coniato anche monete commemorative da collezionismo con valore nominale di € 20.
L'Italia ha iniziato a coniare monete in oro da € 20 nel 2003. Tutte le monete italiane di questo tipo hanno un diametro di 21mm, un peso di 6,45 grammi e sono in oro 900; la tiratura invece cambia da moneta a moneta così come cambia il soggetto.

## Sommario
| Anno | Tema per Serie    | Tema per Serie    | Tema per Serie        | Tema per Serie                            | Tema per Serie                                        |
| Anno | Europa delle Arti | Flora nell'Arte   | Le Donne nell'Arte    | Europa Star Programme                     | Altro                                                 |
| 2003 | Italia            |                   |                       |                                           |                                                       |
| 2004 | Belgio            |                   |                       |                                           | Mondiali di calcio 2006 (I Versione)                  |
| 2005 | Finlandia         |                   |                       |                                           | Olimpiadi Invernali Torino 2006 (3 varianti)          |
| 2006 | Germania          |                   |                       |                                           | Mondiali di calcio 2006 (II Versione)                 |
| 2007 | Irlanda           |                   |                       | 50° del Trattato di Roma                  |                                                       |
| 2008 | Paesi Bassi       |                   |                       | 500° della nascita di Andrea Palladio     |                                                       |
| 2009 | Gran Bretagna     |                   |                       | 100° del Premio Nobel a Guglielmo Marconi |                                                       |
| 2010 | Svezia            |                   |                       |                                           |                                                       |
| 2011 |                   | Roma antica       |                       |                                           |                                                       |
| 2012 |                   | Medioevo          |                       |                                           |                                                       |
| 2013 |                   | Rinascimento      |                       |                                           |                                                       |
| 2014 |                   | Barocco           |                       |                                           |                                                       |
| 2015 |                   | Neoclassicismo    |                       |                                           |                                                       |
| 2016 |                   | Età contemporanea |                       |                                           |                                                       |
| 2017 |                   |                   |                       |                                           | 350° della scomparsa di Francesco Borromini           |
| 2018 |                   |                   | Artemisia Gentileschi |                                           |                                                       |
| 2019 |                   |                   |                       | Il Rinascimento                           |                                                       |
| 2020 |                   |                   |                       |                                           | 500° della scomparsa di Raffaello Sanzio              |
| 2021 |                   |                   |                       |                                           | 700° della scomparsa di Dante Alighieri: Inferno      |
| 2021 |                   |                   |                       |                                           | 450° della nascita di Caravaggio                      |
| 2021 |                   |                   |                       |                                           | La riedizione della Lira: 1 lira                      |
| 2022 |                   |                   |                       |                                           | 150° fondazione della Pirelli (3 varianti)            |
| 2022 |                   |                   |                       |                                           | La riedizione della Lira: 2 lire                      |
| 2022 |                   |                   |                       |                                           | 700° della scomparsa di Dante Alighieri: Purgatorio   |
| 2023 |                   |                   |                       |                                           | 250º anniversario della scomparsa di Luigi Vanvitelli |
| 2023 |                   |                   |                       |                                           | La storia delle Olimpiadi in Italia- Cortina 1956     |
| 2023 |                   |                   |                       |                                           | La storia delle Olimpiadi in Italia- Roma 1960        |
| 2023 |                   |                   |                       |                                           | La storia delle Olimpiadi in Italia- Torino 2006      |
| 2023 |                   |                   |                       |                                           | La riedizione della Lira: 5 lire                      |
| 2023 |                   |                   |                       |                                           | 700° della scomparsa di Dante Alighieri: Paradiso     |

## 2003
- Europa delle arti: Italia

| Incisore  | Ettore Lorenzo Frapiccini |
| Emissione | 9 ottobre                 |
| Tiratura  | 6 000 unità               |

|  |  |  |  |
|  |  |  |  |
|  |  |  |  |

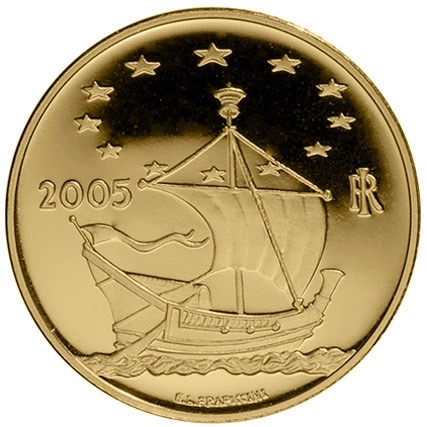
Dritto della serie Europa delle Arti

Quella del 2003 è la prima moneta commemorativa da 20 euro coniata in Italia ed è anche la prima della serie Europa delle arti, in questo caso dedicata all'Italia. Ettore Lorenzo Frapiccini, autore della moneta, ha scelto di rappresentare sul dritto un vascello, simbolo dell'Europa, che naviga sotto le dodici stelle dell'Unione europea, a destra il simbolo RI, a sinistra l'anno di emissione e in basso la firma E. L. Frapiccini. Il dritto di questa prima moneta si ripeterà identico in tutte le monete della serie, sia da 20 che da 50 euro, eccezion fatta per l'anno di emissione. Il rovescio invece cambia di anno in anno a seconda del paese a cui è dedicata la moneta. Per rappresentare l'arte italiana è stato scelto il cavaliere dello scultore Marino Marini che è riportato al centro del rovescio. Immediatamente sotto il nome dell'artista M. MARINI, a sinistra il valore nominale, 20 EURO, su due righe, in alto il simbolo di zecca R e tutto intorno la scritta EUROPA DELLE ARTI.

## 2004
- Europa delle arti: Belgio

| Incisore dritto   | Ettore Lorenzo Frapiccini |
| Incisore rovescio | Claudia Momoni            |
| Emissione         | 4 ottobre                 |
| Tiratura          | 6 000 unità               |

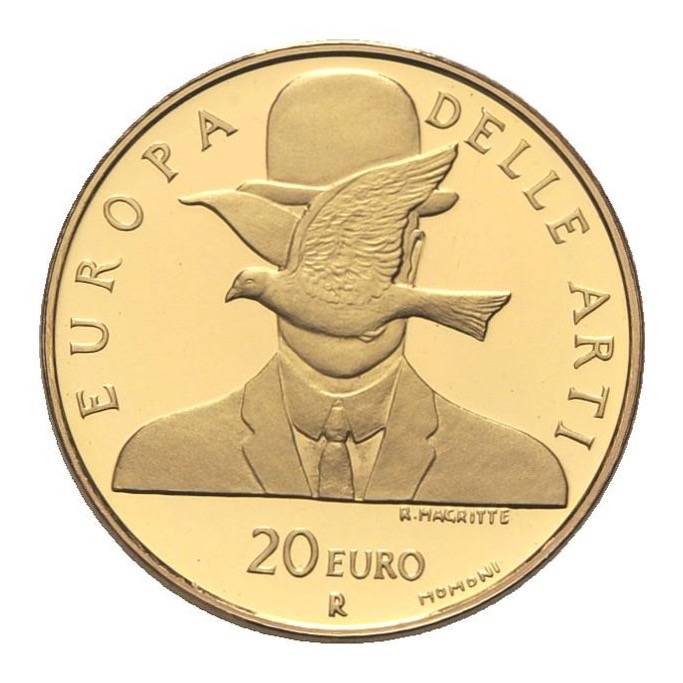
Il rovescio della moneta

Per la seconda moneta della serie Europa delle arti è stato scelto il Belgio ed in particolare l'opera l'uomo con la bombetta del pittore René Magritte, riprodotta al centro del rovescio, subito al disotto della quale vi è il nome del pittore R. MAGRITTE. In alto la scritta EUROPA DELLE ARTI, in basso il valore nominale, sotto al quale è riportato il segno di zecca R e la firma dell'incisore MOMONI. Per quanto riguarda il dritto è il medesimo che troviamo sulla moneta del 2003.
- Mondiali di calcio 2006

| Incisore  | Roberto Mauri |
| Emissione | 18 ottobre    |
| Tiratura  | 7 500 unità   |

Prima di due monete dedica ai Campionato mondiale di calcio 2006 svoltisi in Germania. Il dritto riporta elementi geometrici a rappresentazione del globo terrestre con inserito a sinistra una palla da calcio. In semicerchio, a sinistra, è riportata la dicitura 2006 FIFA WORLD CUP GERMANY ™. In basso la firma dell'autrice MAURI. Al centro del rovescio è riprodotto un pallaio, figura del calcio storico fiorentino, tratto da una incisione del '600, dietro a tale figura è riportato un giglio bottonato stilizzato. In tondo in alto la scritta REPUBBLICA ITALIANA, a destra della pallaio la scritta 20 e sotto il segno di zecca R, a sinistra la scritta euro e l'anno di conio; in basso, inserita in un carteggio a semicerchio, vi è la scritta CALCIO STORICO FIORENTINO. 
Di questo moneta ne sono stati coniati 7500 esemplari di cui 5000 disponibili solo in capsula.

## 2005
- Europa delle arti: Finlandia (tiratura 2.800)
- XX Giochi Olimpici Invernali Torino 2006 (Palazzina di caccia di Stupinigi) (tiratura 7.800)
- XX Giochi Olimpici Invernali Torino 2006 (Palazzo Madama) (tiratura 7.500)
- XX Giochi Olimpici Invernali Torino 2006 (Porte Palatine) (tiratura 10.000)

## 2006
- Mondiali di calcio 2006 (tiratura 8.000)
- Europa delle arti: Germania (tiratura 5.000)

## 2007
- Europa delle arti: Irlanda (tiratura 2.300)
- Europa Star Programme: 50° del Trattato di Roma (tiratura 4.000)

## 2008
- Europa delle arti: Paesi Bassi (tiratura 2.011)
- Europa Star Programme: 500° nascita di Andrea Palladio (tiratura 4.800)

## 2009
- Europa delle arti: Gran Bretagna (tiratura 2.000)
- Europa Star Programme: 100º Premio Nobel a Guglielmo Marconi (tiratura 2.598)

## 2010
- Europa delle arti: Svezia

| Incisore  | Ettore Lorenzo Frapiccini |
| Emissione | 15 novembre               |
| Tiratura  | 1 500 unità               |

L'arte svedese è la protagonista dell'ultima moneta da 20 euro della serie Europa delle arti e per rappresentarla, Frapiccini ha scelto di riportare al centro del rovescio un elmo vichingo dell'era di Vendel. Tutto intorno all'elmo vi è la scritta EUROPA DELLE ARTI, in basso la dicitura ARTE VICHINGA, a sinistra il segno di zecca R e in basso a sinistra il valore nominale, 20 EURO, su due righe. Il dritto della moneta è il medesimo di tutte le altre monete della serie, eccezion fatta per l'anno di conio.

## 2011
- Flora nell'arte: Roma antica

| Incisore  | Annalisa Masini |
| Emissione | 4 agosto        |
| Tiratura  | 1 500 unità     |

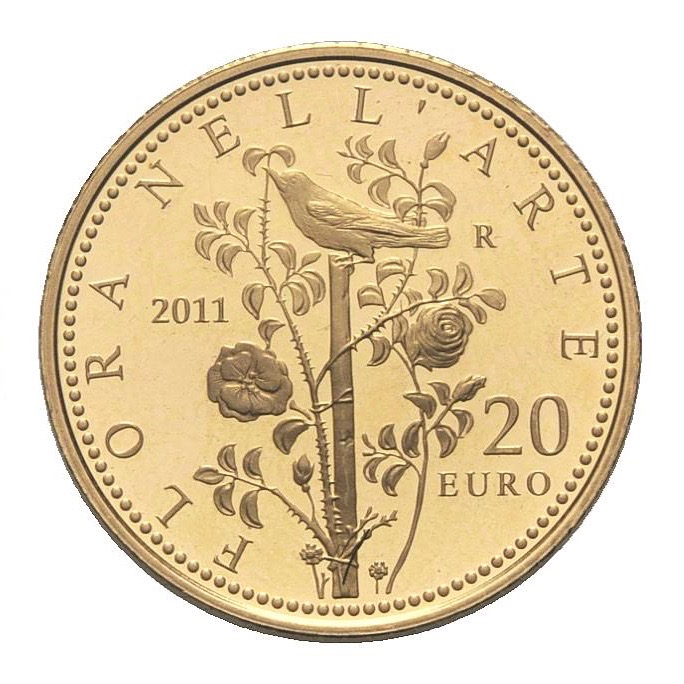
Il rovescio della moneta

Questa è la prima moneta della serie Flora nell'arte ed ha come tema l'arte dell'antica Roma. Annalisa Masini ha scelto come soggetto del dritto uno scorcio degli scavi archeologici di Pompei, in particolare, in primo piano sono riportate due colonne in stile dorico sovrastate da una trabeazione con metope. Sotto lo scorcio è riportata la firma della medaglista A. MASINI e tutto intorno la scritta REPUBBLICA ITALIANA. Il rovescio ha invece come soggetto un particolare dell'affresco floreale della Casa del bracciale d'oro di Pompei, qui è riprodotta una ghiandaia su di un trespolo intorno al quale sono intrecciate delle rose. Tutto intorno la scritta FLORA NELL'ARTE, in alto a destra è riportato il segno di zecca R, sempre a destra ma in basso il valore nominale, 20 EURO, su due righe e a sinistra è invece riportato l'anno di emissione.

## 2012
- Flora nell'arte: Medioevo

| Incisore  | Valerio De Seta |
| Emissione | 9 luglio        |
| Tiratura  | 1 500 unità     |

La moneta da 20 euro del 2012 è stata disegnata da Valerio de Seta; sul dritto è riportata la Trinacria con intorno la scritta REPUBBLICA ITALIANA. Sul rovescio è invece presente un particolare di un mosaico del Palazzo dei Normanni di Palermo al disotto del quale vi è la firma del disegnatore V. DE SETA, R, il valore nominale e la scritta Flora nell'arte.

## 2013
- Flora nell'arte: Rinascimento

| Incisore  | Annalisa Masini |
| Emissione | 5 giugno        |
| Tiratura  | 1 400 unità     |

Questa moneta commemorativa è stata disegnata da Annalisa Masini. Il diritto si ispira ad una terracotta quattrocentesca di Luca della Robbia e riporta la centro un giglio di fiorentino posto su una balla di mercanzia, tutto intorno la scritta REPUBBLICA ITALIANA e un serto floreale. Il rovescio è invece ispirato alla Primavera di Botticelli, infatti, è presente il particolare del busto della Primavera adorata dalle foglie. Sempre sul rovescio è riportato il valore nominale (20 EURO) l'anno di emissione, la firma dell'artista A. MASINI, la scritta Flora nell'arte e R.

## 2014
- Flora nell'arte: Barocco

| Incisore  | Annalisa Masini |
| Emissione | 25 marzo        |
| Tiratura  | 1 050 unità     |

Così come nel 2013 anche questa moneta è stata disegnata da Annalisa Masini che ha scelto per il diritto un particolare della facciata di Villa Borghese (Roma) e un particolare della fontana dei mascheroni e dei tritoni sempre di Villa Borghese; in mezzo hai due dettagli è riportata la scritta REPUBBLICA, in basso ITALIANA. Annalisa Masini ha scelto invece per il rovescio un particolare della scultura del Bernini Apollo e Dafne.  Sempre sul rovescio è riportato il valore nominale (20 EURO) l'anno di emissione, la firma dell'artista A. MASINI, la scritta Flora nell'arte e R.

## 2015
- Flora nell'arte: Neoclassicismo

| Incisore  | Valerio De Seta |
| Emissione | 20 aprile       |
| Tiratura  | 1 200 unità     |

La moneta è stata disegnata da Valerio De Seta e riporta sul dritto il busto di Flora che riprende un modello in cera per cammeo di Benedetto Pistrucci e la scritta REPUBBLICA ITALIANA. Sul rovescio è invece raffigurata Diana che fa il bagno con due ninfe, soggetto ripreso da un modello in cera sempre di Pistrucci. Sempre sul rovescio è riportato il valore nominale (20 EURO) l'anno di emissione, la firma dell'artista V. DE SETA,  la scritta Flora nell'arte e R.

## 2016
- Flora nell'arte: Età contemporanea

| Incisore  | Annalisa Masini |
| Emissione | 29 aprile       |
| Tiratura  | 1 200 unità     |

Annalisa Masini ha scelto, per rappresentare la flora nell'arte contemporanea, due particolare provenienti dall'affresco Floralia della sala Basile di Villa Igiea, hotel in stile Liberty di Palermo. Il primo particolare è posto al centro del dritto della moneta e rappresenta un busto femminile con una ghirlanda floreale sulla testa. Tutto intorno vi è la scritta REPUBBLICA ITALIANA e in basso la firma dell'incisore A. MASINI. Sul recto troviamo il secondo particolare dell'affresco, una figura femmine intenta a danzare in un prato con un festone floreale tra le mani. A destra di tale figura troviamo il valore nominale (20 EURO) disposto su due righe, a sinistra invece troviamo l'anno di emissione e il segno di zecca R e tutto intorno la dicitura FLORA NELL'ARTE.

## 2017
- 350º Anniversario della scomparsa di Francesco Borromini

| Incisore  | Uliana Pernazza |
| Emissione | 21 luglio       |
| Tiratura  | 1 200 unità     |

## 2018
- Le donne nell'arte: Artemisia Gentileschi

| Incisore  | Maria Angela Cassol |
| Emissione | 9 luglio            |
| Tiratura  | 1 200 unità         |

## 2019
- Europa Star Programme: Il Rinascimento

| Incisore  | Maria Carmela Colaneri |
| Emissione | n.d.                   |
| Tiratura  | 1 000 unità            |

## 2020
- 500º Anniversario della scomparsa di Raffaello Sanzio

| Incisore  | Maria Angela Cassol |
| Emissione | 10 marzo            |
| Tiratura  | 1 000 unità         |

## 2021
- 700º Anniversario della scomparsa di Dante Alighieri: l'Inferno

| Incisore  | Claudia Momoni |
| Emissione | 5 agosto       |
| Tiratura  | 1 500 unità    |

- 450º Anniversario della nascita di Caravaggio

| Incisore  | Silvia Petrassi |
| Emissione | 2 settembre     |
| Tiratura  | 1 500 unità     |

- Riedizione della Lira: 1 lira

| Incisore  | Maria Angela Cassol |
| Emissione | 4 novembre          |
| Tiratura  | 1 499 unità         |

## 2022
- 150º Anniversario fondazione della Pirelli

| Incisore  | Silvia Petrassi |
| Emissione | 25 gennaio      |
| Tiratura  | 1 000 unità     |

- Riedizione della Lira: 2 lire

| Incisore  | Maria Angela Cassol |
| Emissione | 9 marzo             |
| Tiratura  | 999 unità           |

- 700º Anniversario della scomparsa di Dante Alighieri: il Purgatorio

| Incisore  | Claudia Momoni |
| Emissione | 14 settembre   |
| Tiratura  | 1 500 unità    |

- 200º Anniversario della scomparsa di Antonio Canova

| Incisore  | Uliana Pernazza |
| Emissione | 5 ottobre       |
| Tiratura  | 1 500 unità     |

## 2023
- 250º anniversario della scomparsa di Luigi Vanvitelli

| Incisore  | Uliana Pernazza |
| Emissione | 21 febbraio     |
| Tiratura  | 1 500 unità     |

- La storia delle Olimpiadi in Italia: Cortina 1956, Roma 1960 e Torino 2006

| Incisore  |                                                         |
| Emissione | 7 settembre                                             |
| Tiratura  | 500 pezzi set completo, 1.000 per ciascun pezzo singolo |

- La riedizione della lira: 5 lire

| Incisore  | Maria Angela Cassol |
| Emissione | 18 settembre        |
| Tiratura  | 999 unità           |

- 700° della scomparsa di Dante Alighieri: Paradiso

| Incisore  | Claudia Momoni |
| Emissione | 13 settembre   |
| Tiratura  | 1 500 unità    |